# Cyclothone braueri
Cyclothone braueri är en fiskart som beskrevs av Jespersen och Tåning 1926. Cyclothone braueri ingår i släktet Cyclothone och familjen Gonostomatidae. Inga underarter finns listade i Catalogue of Life.